# ラブレター (カードゲーム)
ラブレター、Love Letterは2012年5月に同人ゲームとして頒布されたカードゲーム。デザイナーはカナイセイジ。各プレイヤーが協力者の助力を受けて姫にラブレターを届けることを目的とする、というストーリーが設定されている。わずか16枚のカードのみを使用するという同人ゲームながらのちに商業ベースにのり、日本国内ではアークライト、日本国外ではエルダラック・エンターテインメント・グループ (Alderac Entertainment Group)、2018年以降はZ-man Gamesから製品版が発売されている。日本内外のゲーム賞を受賞している（後述『受賞歴』節参照）。
2022年には初版頒布から10周年を記念して、拡張カードが同梱された商業版第2版がアークライトより8月4日に発売。また同日から18日まで、Kickstarterにて限定販売となる10周年記念版のクラウドファンディングが行われた。10周年記念版は、基本ルールに後述の#ヴァリエーションルールや海外限定版ルールを含めてリメイクしたもので、カード名や世界観は基本のラブレターのものに統一されているが、ゲームカードだけで121枚（ヴァリエーション用のプレイヤーカードやイベントカードを含めると173枚）、ヴァリエーションルールは16種類に及び、10年の集大成と言える内容となっている。

## プレイ方法
人数は通常は2 - 4人である。キャラクター名、数字および効果の描かれた専用のカード16枚(5人以上でプレイする場合は追加でカードを加える)を使用しゲームを行う。まず各人が1枚の手札を保持し、さらに1枚をゲームから裏向きで除外し、2人プレイの場合はさらに3枚を表向きで除外して残りを山札とする。この3枚は推理の手助けとなる。まず手番が来たら山札より1枚カードを引き手札を2枚にする。次に2枚の手札のうちいずれかを選び（手札によっては選べないことも）自分の捨て札とする。この捨てる行為のみを使用とし、他の捨てる行為は使用ではないものとする（オリジナルバージョンでの定義。他のバージョンでも大体同じ定義だが、バージョンによっては定義が多少異なるものもある）。使用したカードが持つ効果を処理をしたら手番終了となり、次のプレイヤーに手番が回る。これを山札が無くなるまで繰り返し、最終的に一番数字の高いカードを持っているプレイヤー、もしくは最後まで生き残ったプレイヤーがそのゲームの勝者となる。カードの効果如何で他のプレイヤーもしくは自分がゲームから脱落することがある。脱落したプレイヤーは手札を全て捨て札とする。このゲームを数回繰り返し、一定勝数（普通は3勝。但し強さ8以上のカードで勝った場合は2勝カウントとする）先取した者を最終的な勝者とするといった遊びかたも例示されている。
16枚1セットのカードを2セット揃えることで、ごいたのプレイに流用することも可能とされている。

## カードの種類

### 通常カード
兵士
強さ：1　枚数：5
このカードを使用した時、他プレイヤー1人とカード名1つを指定する。そのプレイヤーの手札が指定したカード名と一致していた場合、そのプレイヤーは脱落する。ただし、「兵士」をカード名として指定することはできない。バージョンによっては「兵士以外のカード名」ではなく「1以外の強さ」を指定するものや、同じ「兵士」に当たるカードを指定することもできるものもある。また、バージョンによっては当てられても脱落をなかったことにできることがあるものもあり、その場合は当てられたことだけを宣言してそのまま続行する。
道化
強さ：2　枚数：2
このカードを使用した時、他プレイヤー1人を指名する。そのプレイヤーの手札を見ることができる。手札を見られてしまったプレイヤーは兵士で当てられたり、（弱いカードの場合）騎士で脱落させられたりするリスクがあるので早めに捨てた方が良い。
騎士
強さ：3　枚数：2
このカードを使用した時、他プレイヤー1人を指名する。そのプレイヤーと自分の手札を確認し合った後、強さの低かったプレイヤーが脱落する。強さが同じだった場合は引き分けとし、2人とも脱落しない。強いカードが脱落すると勝った方も持っているカードが限られるので兵士で当てられたり魔術師でチェンジさせられたりするリスクが高くなる。引き分けだった場合も互いに相手の手の内が分かってしまう他、他のプレイヤーからも引き分けであったことがヒントになりカードを特定されやすくなる。また、バージョンによっては勝負に負けても脱落をなかったことにできる場合があるものもあり、その場合は勝負に負けたことだけを宣言してそのまま続行する。
僧侶
強さ：4　枚数：2
このカードを使用した時、次の自分の手番になるまで他プレイヤーのカードの使用による効果を受けない。但しバージョンによってはカード使用以外での効果が発動する場合もあり、そのような効果からは逃れられない場合もある。他プレイヤーは「僧侶」を出したプレイヤーを使用したカードの効果の対象とすることはできるが、効果そのものは発動しなくなる。パスしたいときあえて僧侶出しプレイヤーを指名するのも有効である。
魔術師
強さ：5　枚数：2
このカードを使用した時、自分を含めたプレイヤー1人を指名する。そのプレイヤーは手札を捨て、新たに山札から1枚カードを引き手札とする。この時カードを捨てる行為は使用ではないので使用によるカードの効果は発動しないが、「姫」の効果は使用かどうかに関係なく捨て札に置かれることによって発動する効果なので発動し、捨てさせられたプレイヤーは脱落する。「姫」持ちを脱落させるのに有効な他、強いカード持ちを弱くしたり、自分のカードを強くしたりすることも期待できる。なお、山札が0枚の時にこのカードが使用された場合、ゲーム開始前に裏向きで除外したカードを取り、新たな手札とする。
将軍
強さ：6　枚数：1
このカードを使用した時、他プレイヤー1人を指名する。そのプレイヤーと自分の手札を交換する。互いに相手の手の内が分かってしまうリスクとメリットがあるが、相手の手番の方が先に来るのでリスクの方が大きい。
大臣
強さ：7　枚数：1
2枚の手札のうち片方がこのカードでかつ強さ合計が12以上になった瞬間、そのプレイヤーは脱落し、次のプレイヤーに手番が移る。このカードを使用することによる効果はない。また、バージョンによってはこのカードの効果での脱落をなかったことにできる場合があるものもあり、その場合はこのカードの効果での脱落条件を満たしたことだけを宣言してこのカードかもう1枚のカードのどちらかを使用して続行する。
姫
強さ：8　枚数：1
このカードを自分の捨て札としたプレイヤーは脱落する。使用かどうかに関係なく捨て札となることによって発動する効果なので「魔術師」の効果で捨てさせられた場合でも発動し、捨てさせられた時点で脱落となり、カードの補充はせずに使用した「魔術師」の効果は発動しきったことになる。但しバージョンによっては脱落をなかったことにできる場合があるものもあり、その場合は通常通りカードの補充をして続行する。また、バージョンによってはカードを他プレイヤーの捨て札に置く効果があるものもあり、その効果でこのカードを置くことによってそのプレイヤーを脱落させるというえげつない使い方ができるものもある

### 拡張カード
ここではオリジナルバージョンに入っている拡張カードのみ紹介することにする。オリジナルバージョンの場合、通常カードの同じ強さのカードと入れ替えるか、強さ無しの場合は単純に山札に追加して使用する。
強さ7
女侯爵
2枚の手札のうち片方がこのカードでかつ強さの合計が12以上になったら、必ずこのカードを使用しなければならない。但し強さの合計が11以下の場合使用できないということはなく、その場合でもこちらを使用しても良い。このカードを使用することによる効果はない。大臣との大きな違いは脱落しないことである。オリジナルバージョンの強さ7のデフォルトカードは大臣の方でこちらは差し替え用カードとなっているが、海外版ではこちらの効果のカードが強さ7のデフォルトカードとなっている。海外版でなくともこちらの効果のカードがデフォルトで、大臣の効果のカードがないもしくは差し替え用カードとなっているバージョンも多い。
強さ8
王子
通常の「姫」と同じ効果。女性だけでプレーするときに「姫」の代わりに使うのが推奨されている。設定上は通常の「姫」の実弟。
姫（眼鏡）
このカードを持っているプレイヤーが脱落した場合、山札から新たにカードを1枚引いて復帰することができる。山札が0枚のときにこのカードを持っているプレイヤーが脱落した場合はゲーム開始前に裏向きで除外したカードで復帰する。脱落をなかったことにするわけではなく、一旦脱落した後即座に復帰する効果なので、脱落時に持ってたカードは全て捨て札に置き、山札から新たに引いたカードから再スタートすることに注意が必要である。通常の「姫」と違い、このカードを捨て札としても脱落にはならない。このカードを使用することによる効果はない。設定上は通常の「姫」の異母妹で次女。
姫（ショート）
このカードを捨て札としたプレイヤーは脱落し、その時点でゲームを終了する。通常の「姫」と同様、「魔術師」の効果で捨てさせられた場合でも脱落し、ゲームも即終了となる。いつ突然ゲームが終わるか分からないスリルがある。設定上は通常の「姫」の実妹で三女。
伯爵夫人
このカードを使用することはできない。最後の強さ比べになったときにこのカードを持っているプレイヤーは脱落する。「魔術師」の効果で捨てることはでき、脱落にもならないので、「魔術師」は「伯爵夫人」の呪縛から逃れるのに有効になる。但し「伯爵夫人」を持ってる限り勝てないということはなく、他プレイヤーを全員脱落させれば勝ちであり、強さ8にこのカードを採用したゲームで勝利ポイント2を得るための唯一の手段でもある。
強さ無し
王
このカードを手札にしたプレイヤーは脱落する。最初にこのカードが配られた場合も脱落である。5人以上でプレーするときのみ入れることが推奨されている。「魔術師」の効果での交換先がこのカードの可能性もあるので、これによる脱落狙いで「魔術師」が使われることもある。脱落をなかったことにできる場合のあるルールで使用されることはない（脱落をなかったことにしたところで「王」を手札に持った状態でゲームを続行することは不可能であるため。但し脱落しても復帰できるルールでの使用は可能である。）。設定上は通常の「姫」の父親。
その他にもバージョンによってさまざまな拡張カードがある。中には強さが0や9のものや、ゲーム終了時に強さが変わるものもある。

### 「脱落したら復帰する」と「脱落をなかったことにする」の違い
| 脱落方法                                                                             | 脱落したら復帰する場合の処理                                                                        | 脱落をなかったことにする場合の処理                                                 |
| ------------------------------------------------------------------------------------ | --------------------------------------------------------------------------------------------------- | ---------------------------------------------------------------------------------- |
| 強さ1のカードの効果で手札を当てられた                                                | 当てられた手札を捨て札にし、山札から1枚引いて新たな手札とする                                       | 当てられたことだけ宣言しその手札のままで続行する                                   |
| 強さ3のカードの効果で勝負に負けた                                                    | 負けた手札を捨て札にし、山札から1枚引いて新たな手札とする                                           | 勝負に負けたことだけ宣言しその手札のままで続行する                                 |
| 強さ5のカードの効果で捨て札にしたら負けのカードを捨て札にした                        | どちらの場合も山札から1枚引いて新たな手札とする                                                     | どちらの場合も山札から1枚引いて新たな手札とする                                    |
| 強さ7のカードの効果で脱落した                                                        | 手札を2枚とも捨て札にし、山札から1枚引いて新たな手札とし、次のプレイヤーの手番になる                | 脱落条件を満たしたことを宣言しどちらか1枚を使用して続行する                        |
| 捨て札にするもしくは使用したら負けのカードを自ら捨て札にするもしくは使用して脱落した | もう1枚の手札も捨て札にし、山札から1枚引いて新たな手札とし、次のプレイヤーの手番になる              | もう1枚の手札はそのままで続行する                                                  |
| 即脱落のカードを引いて脱落した                                                       | 即脱落のカードと、他にも手札があったらそれも含めて全て捨て札にし、山札から1枚引いて新たな手札とする | 即脱落のカードを入れたゲームで脱落をなかったことにするルールが適用されることはない |
| その他の効果で脱落した                                                               | ルールが適用されたバージョンでのルールによるが、基本的には上に準拠                                  | ルールが適用されたバージョンでのルールによるが、基本的には上に準拠                 |

## 受賞歴
- 2012年度 日本ボードゲーム大賞「投票部門」大賞受賞[3]
- 2012年度 ダイスタワー賞 (Dice Tower Gaming Awards)「Best Family Game」「Best Party Game」二部門同時受賞[10]
- 2014年度 ドイツ年間ゲーム大賞「年間ゲーム大賞」 (Spiel des Jahres)推奨リスト入り[11]
- 2014年度 ドイツゲーム賞 4位[12][13]

## ヴァリエーション
オリジナル版以外にも、様々なヴァリエーションが発売されている。ここでは独自の拡張ルールや拡張カードが追加されているもののみを挙げる（オリジナル版とカード名・イラストが違うだけのものは省略）。
- 宝石の国カードゲーム
2015年5月発売（『宝石の国』4巻限定版同梱）。10周年記念版での対応ルールは「侍女の恋」。
強さ2～5のそれぞれ2枚ずつのカードがそれぞれ異なる名前になっている。そのため、強さ1のカードでカード名を当てるのが難しくなっている。
同じ強さでもカード名を変えてしまったことで発生したルール変更であるが、これは失敗だと判断されたためか、後の（少なくともヨザクラ以降の）ヴァリエーションでは特に理由がない限りカード名ではなく強さを指定するとして元のルールを維持している。
10周年記念版では基本ルールが強さの指定に変更されており、それに基づいて「侍女の恋」でも強さを指定するが、カード名を指定するヴァリエーションも併記され対応カードも同梱されている。
おまけカードが4枚追加されている。
また、月刊アフタヌーン2015年7月号に、追加のカードが付録として同梱された他、twitterキャンペーン（現在は終了）で漫画の感想をつぶやいた人の中から抽選で当たる追加カードも用意された。
- The Hobbit – The Battle of the Five Armies（ホビット：五軍の戦い[14]）
2015年発売。10周年記念版での対応ルールは「町娘の秘密」。
- Batman - Capture the Inmates of Arkham Asylum（バットマン：アーカム収容所の逃亡犯を捕縛せよ[15]）
2015年発売。10周年記念版での対応ルールは「特務部隊のお仕事」。
- Adventure Time（アドベンチャー・タイム[16]）
2015年発売。10周年記念版での対応ルールは「魔術師の弟子たち」。
- Звёздные войны: Тайное вторжение（スターウォーズ：秘密の侵攻[17]）
2015年発売。10周年記念版での対応ルールは「老兵は死なず」。
- ラブクラフト・レター
2016年4月発売。10周年記念版での対応ルールは「評判の求婚者たち」。
クトゥルフ神話をモチーフにしており、通常のプレイに使うカードの他に、デメリット効果を持つ「狂気カード」と、狂気に関するルールが追加されている。
- おそ松さんラブレターボードゲーム
2016年9月発売。10周年記念版での対応ルールは「運命の対面」。
強さ1のカードが6つ子それぞれの名前になっており、枚数も6枚に増えている。また、通常版では指定できない強さ1のカード、つまり6つ子を指定することもできるが、それぞれ名前が異なるため6つ子を当てるのは難しくなっている（6つ子という指定だけでよしとするとあまりにも簡単すぎることに対する調整と思われる。そのためこのヴァリエーションでは強さではなくカード名を指定しなければならないことになっている。なお、6つ子以外は同じ強さのカードは全て同じカード名なので6つ子以外を当てる難度は通常のラブレターとほぼ同じである）。
プレイヤーが6つ子の1人と言う設定となっており、最大6人でのプレイが可能となっており、6人プレイ用の追加カードも同梱されている。また、どのキャラクターを担当しているかを示す「キャラクターカード」が追加されており、同じ名前のカードを手札にした場合は強さが9になる。
- Archer Once You Go Blackmail...（アーチャー：脅迫状の定め……[18]）
2016年発売。10周年記念版での対応ルールは「恋文と冒険譚」。
- Love Letter: Premium Edition（ラブレター：プレミアム版[19]）
2016年発売。10周年記念版での対応ルールは「神託と恋文」。
AEGより2012年に発売されたテンペストをモチーフとした全世界版のプレミアム版として発売されたヴァリエーションで、8人までプレイできるようカードが追加されている。ボードゲームアリーナで2020年現在プレイ可能。
- ラブレター・フロム・ヨザクラ
2018年8月発売（『夜桜四重奏』22巻限定版同梱）。10周年記念版での対応ルールは「恋文をめぐる陰謀」。
宝石の国カードゲームと同様に強さ2～5のそれぞれ2枚ずつのカードがそれぞれ異なる名前になっているが、強さ1のカードで指定するのがカード名ではなくカードの強さになっているので宝石の国カードゲームであったキャラクターを増やしたことにより強さ1のカードで当てるのが難しくなる問題が解消されている。
ラブクラフトレターでもカード名ではなく強さを指定することになっていたがラブクラフトレターの場合同じ強さでもカード名が異なるのは狂気カードだけであり、おそ松さんでは強さではなくカード名を指定するルールであったため、宝石の国カードゲームでの失敗を生かして元のルールを維持するようにした初のヴァリエーションである。
通常ルールの他に、プレイヤーがランダムに「事務所」陣営と「比泉円陣」陣営に分かれ対決する拡張ルールが追加されており、担当プレイヤーの陣営及び特殊能力を示す「キャラクターカード」、拡張ルール用の「ライバルカード」が追加されている。
他にも、通常ルール、拡張ルール共に使える「おまけカード」が3枚追加されており、通常ルールに付け加えることにより5人でのプレイも可能になっている。
- Love Letter -恋文-
2018年10月発売。10周年記念版での対応ルールは「不思議な隣人」。
和風のイラストとプラスチック製カードが特徴。オリジナル版にはない追加カードが2種同梱されている。
- 有野課長のラブレター
2019年2月発売。10周年記念版での対応ルールは「女官長のお眼鏡」。
挑戦ソフトカードを使った拡張ルールがあり、ゲームの進み方はオリジナル版と同じだが、勝者は挑戦ソフトと勝負をし、勝てばより多くのポイントを得られる。難しいソフトほど勝つのも難しいが、勝ったときに得られるポイントも大きい。
- とんがり帽子の魔法試験
2019年5月発売（『とんがり帽子のアトリエ』5巻限定版同梱）。10周年記念版での対応ルールは「王国の日々」。
同じ強さのカードは全て同じカード名なので強さ1のカードでの指定はカード名でも特に問題ないが、このヴァリエーションでもカード名ではなく強さを指定することになっている。
通常のプレイに使う「魔法カード」の他に、担当プレイヤーがそれぞれ持つ特殊能力を示す「キャラクターカード」と、特殊な勝利条件を示す「クエストカード」が追加されている。
また、月刊モーニング・ツー2019年7月号に、追加のクエストカードが付録として同梱された。
- Love Letter（Z-man社）
2019年発売。10周年記念版での対応ルールは「姫君の部下たち」。
全世界版の版権がAEGからZ-man社へ移行したことで再発売された基本セット。カードが追加されてプレイ人数の上限が6名へ引き上げられ、カードの強さも10段階に増えている。これに対応するため、10周年記念版では一部のカードの強さに小数が付加されている。
- 東方ボムレター -届け弾幕！-
2020年4月発売。10周年記念版での対応ルールは「試される求婚者たち」。
強さ2～5のそれぞれ2枚ずつのカードがそれぞれ異なる名前になっているだけでなく、強さ1のカードも5枚全て異なる名前になっている。
強さ8のカードがボスの位置づけになっており、種類も豊富にある。また、おまけカードが4枚追加されている。
自機カードがあり、それぞれに特殊能力がある。また、ボムを使用することによりさまざまな強力な効果を発動できるようになっている。
- ダンガンロンパ 絶望のラブレター
2020年9月発売。10周年記念版での対応ルールは「昼と夜の恋歌」。
東方ボムレターと同様、全てのカードが異なる名前になっている。
希望サイドの効果は通常のラブレターと同じだが、サイド変化で絶望サイドに変化することもある。絶望サイドになると効果が変わり、同じ強さのカードでも異なる効果となっている。絶望サイドの効果はユニークでリスキーなものが多い。
なお絶望サイドは拡張ルールの「モノクマルール」でのみ使用可能。